# Matelea baldwyniana
Matelea baldwyniana är en oleanderväxtart som först beskrevs av Robert Sweet, och fick sitt nu gällande namn av R. E. Woodson. Matelea baldwyniana ingår i släktet Matelea och familjen oleanderväxter. Inga underarter finns listade i Catalogue of Life.